# オーブリヒハイム (バーデン)
オーブリヒハイム (ドイツ語: Obrigheim, ドイツ語発音: [ˈoːbrɪçha‿im]) は、ドイツ連邦共和国バーデン＝ヴュルテンベルク州ネッカー＝オーデンヴァルト郡の町村（以下、本項では便宜上「町」と記述する）。

## 地理

### 位置
オーブリヒハイムは、古城街道に面したオーデンヴァルトの支脈沿い、ネッカー川西岸に位置している。ネッカー川の対岸はモースバッハのディーデスハイム地区である。ハイデルベルクまでは約50km、ハイルブロンへは約30kmの距離にある。町域は、標高138mから323mのネッカータール＝オーデンヴァルト自然公園に含まれる。

### 自治体の構成
町は中心地区であるオーブリヒハイム地区とアスバッハ地区、メーテルシュタイン地区から成る。

## 歴史

### 最初の定住者
新石器時代や線帯文土器時代の様々な出土品から、現在のオーブリヒハイムの町域には古くから定住者があったことが示されている。石器時代や青銅器時代の墳墓もある。オーブリヒハイムではケルト時代の骨や副葬品が発掘されている。ローマ人たちはオーブリヒハイムの入植地を維持した。それはネッカーリーメスを安全にし、ネッカー川およびその往来（橋の遺構は見つかっておらず、おそらく港があったと推測されている）を監視するためであった。ローマ時代の遺物としては、ヴィラ・ルスティカ（田舎の別荘）の基礎や、町の中心部から発掘されたメルクリウスの石が保存されている。ローマ人は、アレマン人によって3世紀にライン右岸のドイツ南西部全域から逐われ、6世紀にはここにフランク人が侵出した。

### 最初の記録
南西ドイツ地方は8世紀にキリスト教化された。新しく創設された司教区や修道院に多くの所領が移譲された。773年のロルシュ文書に Ubarachheim がロルシュ修道院に贈与された記録が遺されている。また、オーブリヒハイムは976年に皇帝オットー2世によってモースバッハ修道院のためにヴォルムス司教に貸与した記録が遺されている。メーテルシュタインの最初の記録は1000年頃、アスバッハは1100年頃である。

### 中世
970年頃、この村のネッカータール高台の斜面にそそり立つ岩山の上にホーヒンロート城が建設され、976年からヴォルムス司教区のレーエンとしてモースバッハ修道院がこれを利用した。もう一つの城、メトレンブルク（またはアルテ・ブルク（旧城）ともいう）は、現在のプロテスタント教会の位置に11世紀に建設された。1290年頃にホーヒンロート城は大規模な拡張がなされ、この城によってオーブリヒハイムの統治がなされた。後にヘルムシュタット家がそこに入った。1401年にルプレヒト・フォン・デア・プファルツがこれを獲得し、ノイブルク（新城）と名付けた。アスバッハ1380年からすでにプファルツ領であり、メーテルシュタインも1400年からプファルツ領となった。
14世紀には、ネッカー川を遡ったカールスベルクに第三の城であるラントゼーア城が建設された。この城もプファルツ選帝侯の所有となり、小さな断片が遺るのみである。15世紀にはロッサウ家がノイブルクのレーエン主となり、この城砦を城館に改築した。この城は、現在でも、遠くからでも目に入るオーブリヒハイムを象徴する建築物である。オーブリヒハイムとメーレンシュタインの教会は、1371年からその存在が知られている。

### 三十年戦争
三十年戦争中、1635年にオーブリヒハイムは事実上抹殺された。わずかに残されたのは、主にスイス人移民が住む入植地だけであった。この戦争の間の多くの年月、ノイブルクのレーエン主はバイエルン選帝侯領の宰相ゲオルク・フリードリヒ・フォン・イーゼルバッハであった。いずれにせよ、戦争と伝染病で手ひどく痛めつけられたこの町は、三十年戦争以後の200年以上にわたって貧困と塗炭の苦しみに苛まれた。

### 啓蒙運動時代
1786年、オーブリヒハイムには3つの教会、1つの学校、118県の家屋があった。1803年にこの町はライニンゲン侯領になり、1806年には新たに成立したバーデン大公国に編入された。住民の苦しみは、主にアメリカへの移住を引き起こした。19世紀後期の鉄道建設は、わずかな高揚しかもたらさなかった。1845年にライニンゲン＝ビリヒハイム伯カールがノイブルク城を獲得し、1869年にはチェット家がこれを入手した。

### ナチス時代と第二次世界大戦 1933年 - 1945年
ネッカーエルツには1944年から1945年までナチスのナッツヴァイラー強制収容所の外郭施設があった。この施設の収容者たちはオーブリヒハイム石膏採掘所での採掘作業に従事した。彼らは初め、ネッカー川対岸のモースバッハ＝ネッカーエルツの学校に収容された。収容施設群は瞬くうちに拡大した。オーブリヒハイムの地下に造られた爆撃機のモーター工場ではほぼ1万人が様々な種類の作業を行った。1945年に900人の収容者が解放された。鉄道の連絡と軍需工場の存在は、戦争期間中たびたび空爆を受けた理由であった。

### 現在
戦争後、東部ドイツからの放逐者たちはノイブルク城内に収容された。1961年にこの町は、ドイツ初の商用原子力発電所の建設地に選ばれた。資本金1億ドイツマルクのオーブリヒハイム原子力発電所GmbH (KWO) の設立がこの地域に及ぼした経済上のインパクトについては、議論の余地がある。この原子力発電所は2005年初頭から操業を停止している。

### 宗教
宗教改革以降、オーブリヒハイムではプロテスタントが優勢である。3つのプロテスタント教会組織の他に、ローマ・カトリックの教会組織もこの町にはある。

### 町村合併
- 1971年: メーテルシュタイン
- 1973年: アスバッハ

## 行政

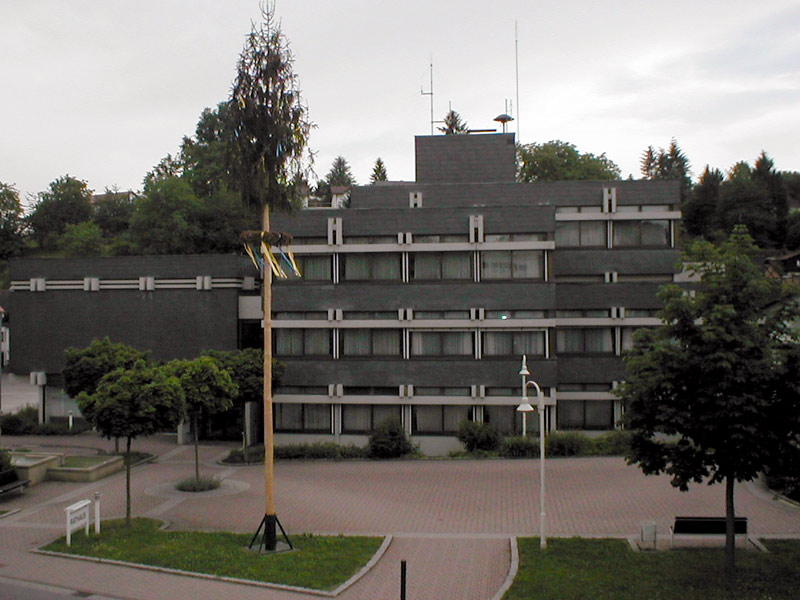
オーブリヒハイムの町役場

### 議会
オーブリヒハイム議会は、定員18議席で、5年ごとに選挙が行われる。

### 姉妹都市
- クルシュコ（スロベニア）1982年
- シャントピー（フランス）1998年

## 文化と見所
ゲオパルク・プロジェクトの枠組みで
- ネッカーエルツ強制収容所のゴルトフィッシュの小径は、ナチス時代の地下施設「ゴルトフィッシュ」や「ブラッセ」をめぐる歴史学習路である。
- 石膏学習路は、オーブリヒハイムとホッホハウゼンの間の石膏坑は、ドイツ最大で最も古い（1850年）石膏の採掘坑である。

### 博物館
- オーブリヒハイム郷土博物館

### 建築

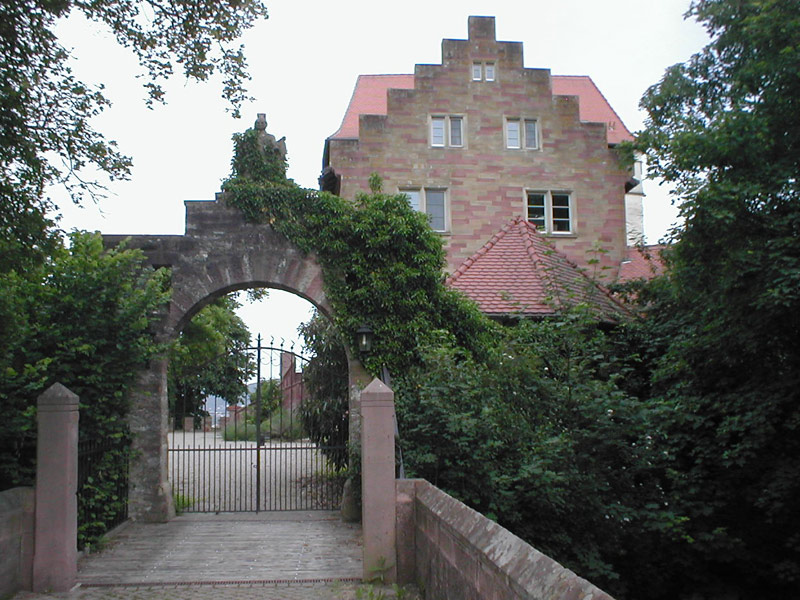
ノイブルク城

- この町の象徴的な建築物であるノイブルク城は、ネッカー川沿いオーブリヒハイムの高台に堀に囲まれて建つ。その地所は、2007年8月以降、再び所有地となった。同じ年の11月にノイブルク城はホテル兼レストランとして再び門戸を開いた。
- カトリックの聖ラウレンティウス教会は、1832年にヨハン・ルートヴィヒ・ヴァインブレンナーによってヴァインブレンナー様式で建設された。彼は、この様式の名親で、バーデンの古典主義建築家フリードリヒ・ヴァインブレンナーの甥にあたる。
- プロテスタント教会は、アルテン・ブルクの跡に建つ。
- オーブリヒハイムの戦争記念碑は、いくつかの栄誉碑からなる。第一次世界大戦や第二次世界大戦の栄誉碑の傍らには、1870年から1871年の独仏戦争の参加者リストやバーデン大公の肖像を刻んだ栄誉碑がある。

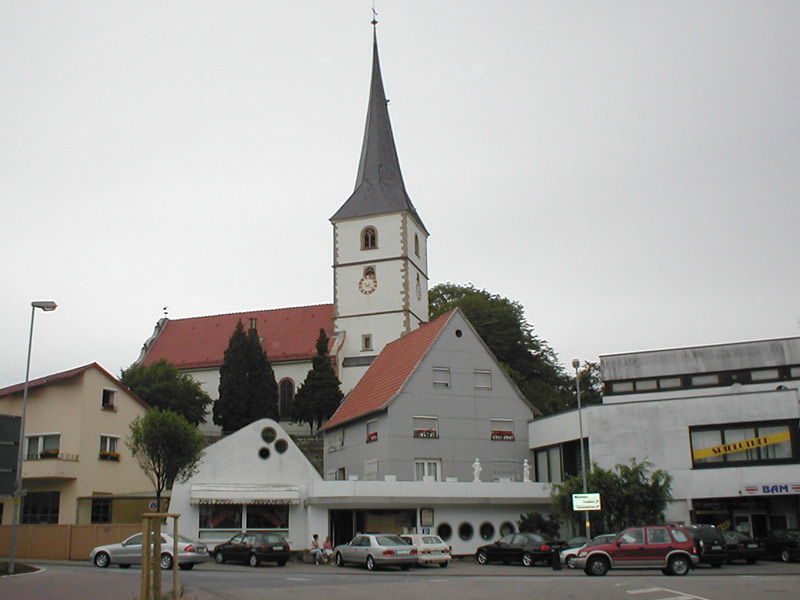
プロテスタント教会
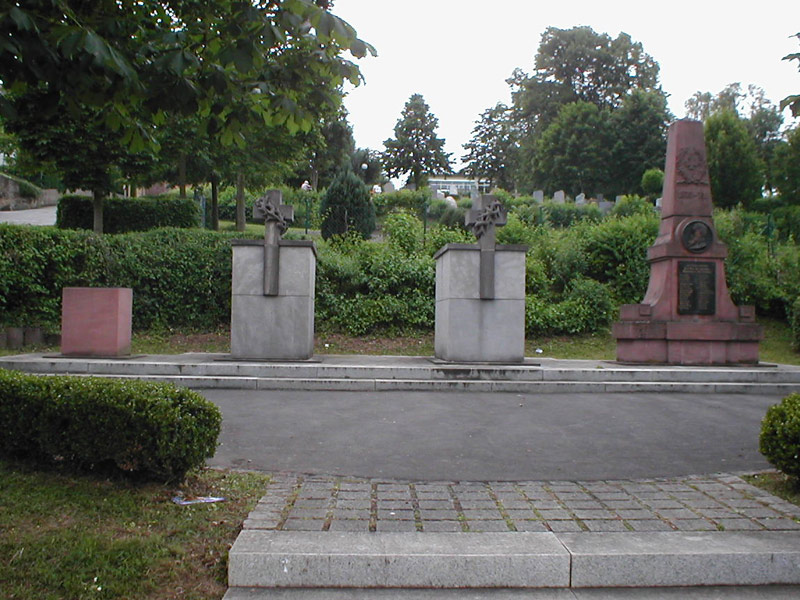
戦争記念碑

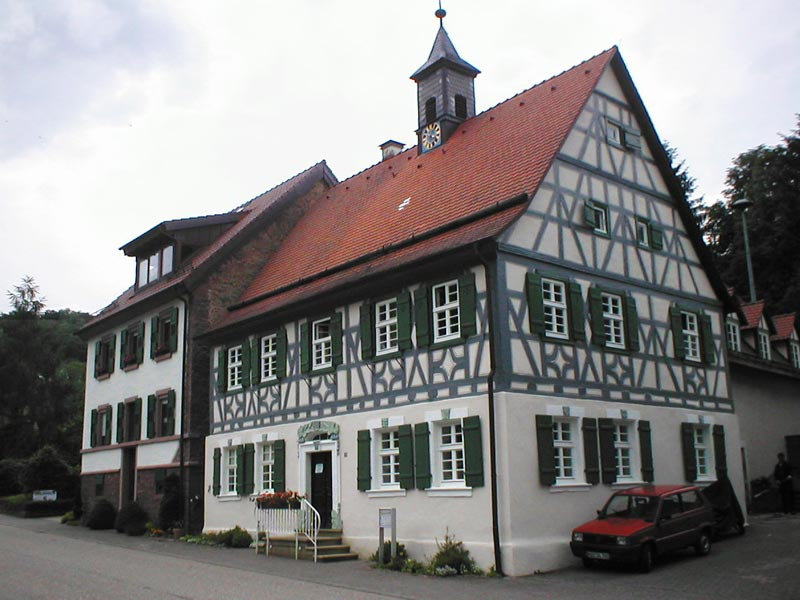
メーテルシュタインの地区役場

- アスバッハ地区には、おそらく中世に遡るプロテスタント教会や1890年のカトリック教会がある。この他にも1839年の学校や1558年の境界石は見所である。メーテルシュタイン地区には、15世紀のフレスコ画を持ち1819年に建て直されたゲオルク礼拝堂がある。この他には、1801年に建設された装飾性の高い木組み建築である地区役場や、1899年の村の泉は特筆に値する。メーテルシュタイン地区とオーブリヒハイム地区の間の森に覆われた丘陵では、段や成形レンガによって築かれた歴史的なブドウ畑が15世紀から営まれていたが、1770年にブドウ栽培が再び放棄されたことがわかっている。

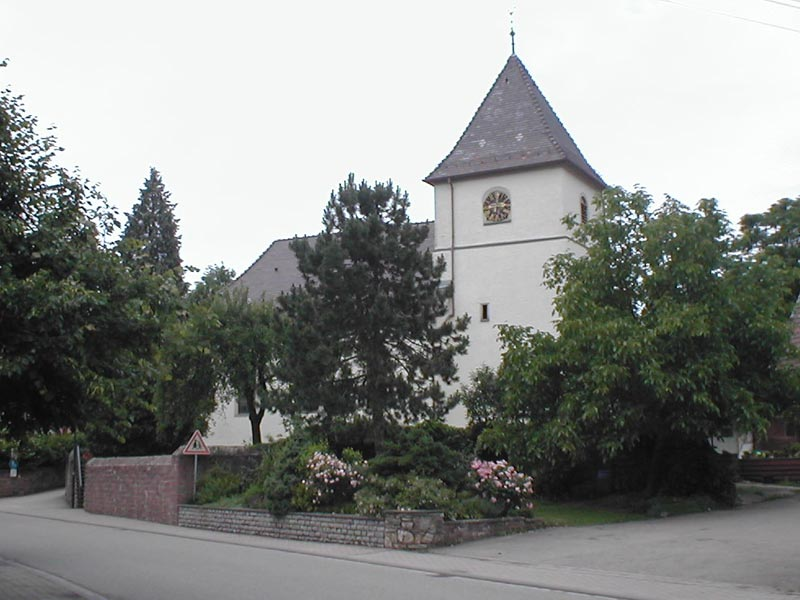
アスバッハのプロテスタント教会
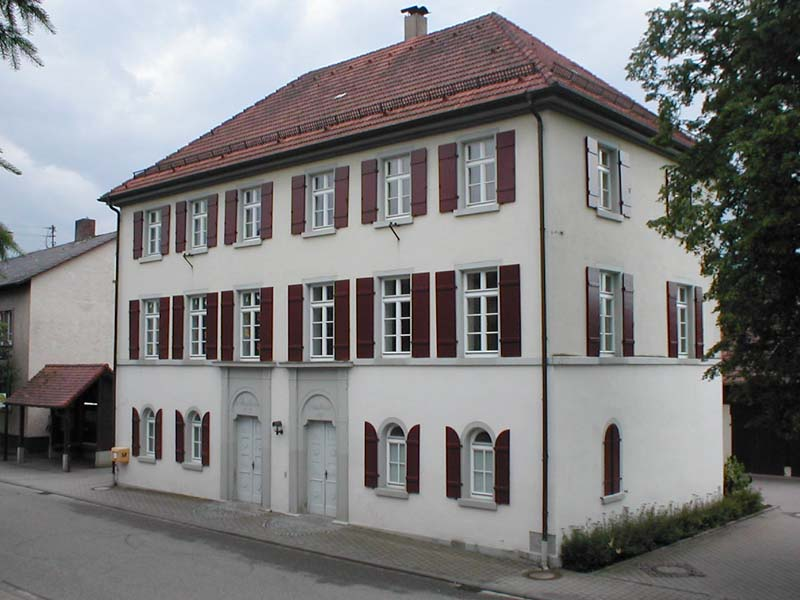
アスバッハの学校
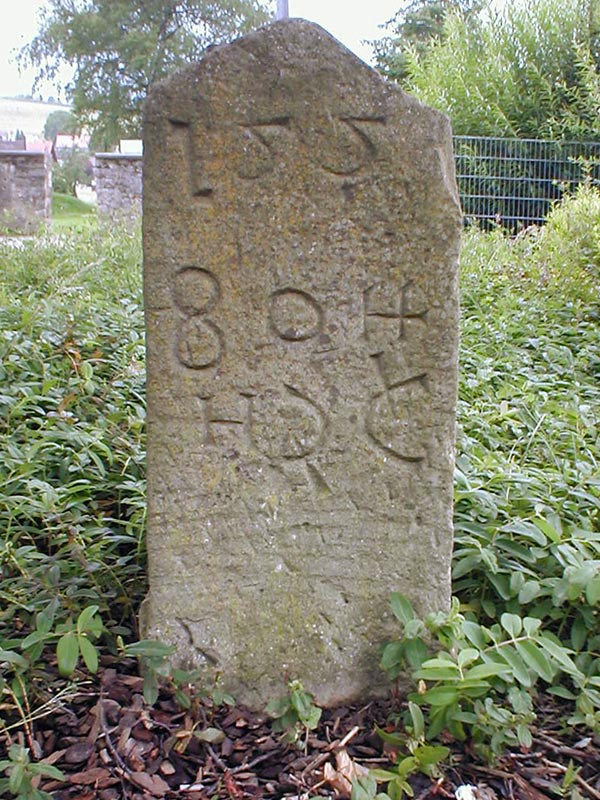
アスバッハの境界石

### スポーツ
SV ゲルマニア・オーブリヒハイムのウェイトリフティング部は、ブンデスリーガ1部で戦っている。2003年には、ドイツ男子マイスター戦で優勝した。2005年と2007年にはそれぞれ準優勝を得た。

## 経済と社会資本
オーブリヒハイム東部のネッカー沿いの石膏採掘場では、年間30万tの石膏が積み出されている。
テクノロジーパーク・ネッカー＝オーデンヴァルト (TECH·N·O)は、オーブリヒハイムの交通の便がよい地の利を活かして新しい企業立地を提供している。

### 原子力発電所

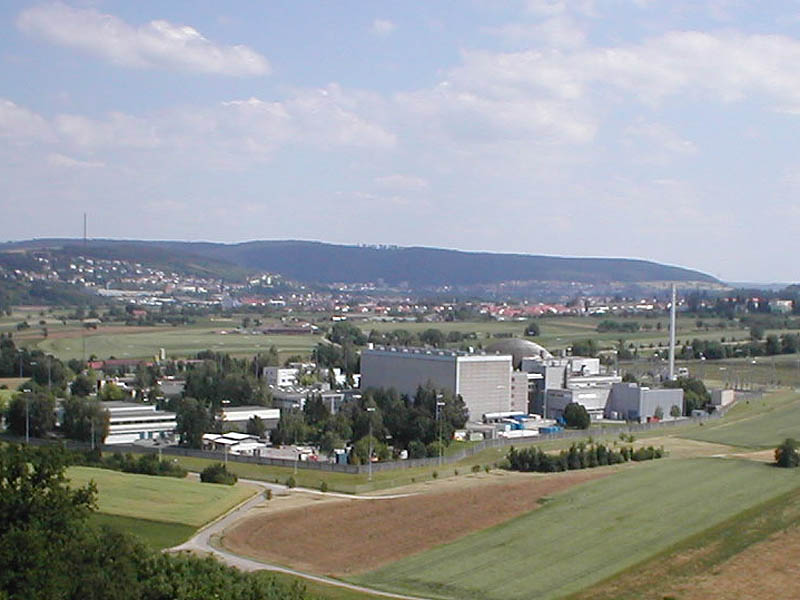
オーブリヒハイム原子力発電所

オーブリヒハイム原子力発電所 (KWO)の反応炉（加圧水型原子炉、357MW）は、2005年5月11日に操業を停止した。使用しなくなった建物を解体するのには、その後14年を必要とする。この原子炉は、1968年にドイツで初めて商用に利用された炉であった。

### 交通
オーブリヒハイムから2本のコンクリート橋がネッカー川を渡ってモースバッハのディーデルスハイム地区とを結んでいる。連邦道B292号線がモースバッハ・ジャンクションからオーブリヒハイムを経由してジンスハイム方面に向かう。
鉄道メッケスハイム - ネッカーエルツ線は、初めはオーブリヒハイムへ、その後、1945年に架けられた橋を渡ってネッカーエルツでネッカータール鉄道に接続したが、この区間（アグラースハウゼン - ネッカーエルツ間）は廃止されている。

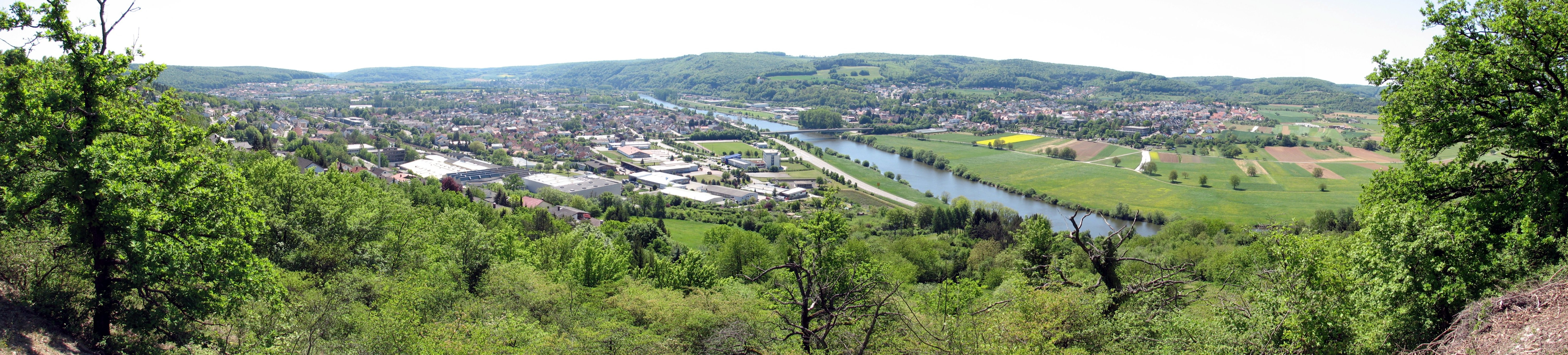
ネッカー川を挟んで向かって左がモースバッハ、右がオーブリヒハイム